# Kernkraftwerk Balakowo
Das Kernkraftwerk Balakowo (russisch Балаковская АЭС [anhörenⓘ]) liegt in Russland bei Balakowo, etwa 900 Kilometer südlich von Moskau. Es besteht aus vier Reaktorblöcken. Eigentümer und Betreiber des Kernkraftwerkes ist das staatliche Unternehmen Rosenergoatom. Das Kernkraftwerk ist eines der drei leistungsstärksten in Russland.

## Geschichte

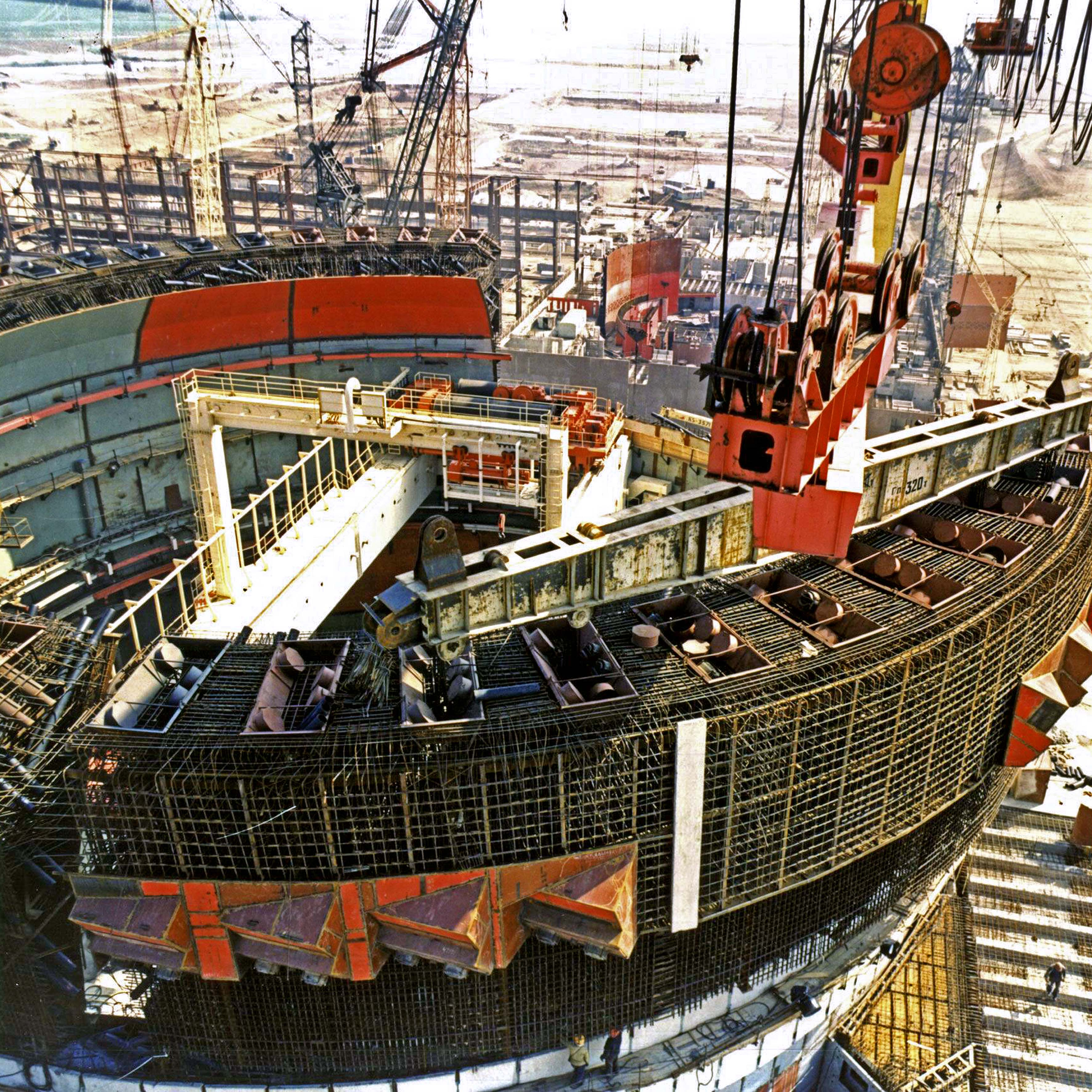
Ein Block des Kernkraftwerks in Bau

Der Baubeginn des ersten Reaktorblockes war am 1. Dezember 1980; er wurde am 28. Dezember 1985 in Betrieb genommen. In den nächsten Jahren wurde der Bau von drei weiteren Reaktorblöcken begonnen, die dann am 8. Oktober 1987, 25. Dezember 1988 und 11. April 1993 ans Netz gingen. Der Bau des fünften und sechsten Reaktorblocks wurde eingestellt. Sämtliche Reaktoren wurden für eine Laufzeit von 30 Jahren ausgelegt, die ab 2015 auf bis zu 60 Jahre erhöht wurde.
Bei den vier Reaktorblöcken handelt es sich um Druckwasserreaktoren russischer Bauart, sogenannte WWER der dritten Generation mit dem Modell 1000/320. Die vier Reaktoren haben eine Bruttoleistung von je 1.000 Megawatt.
Das Kernkraftwerk speist pro Jahr durchschnittlich 30.000 Gigawattstunden in das Netz ein und stellt damit einen der größten Stromlieferanten in Russland dar.

## Störfall
Am 4. November 2004 kam es in dem Kernkraftwerk zu einem Störfall, in dessen Folge im Ort und der weiteren Umgebung eine starke Beunruhigung der Bevölkerung auftrat und es zu teilweisen Hamsterkäufen kam.
Zahlreiche verängstigte Anrainer versorgten sich in Apotheken mit jodhaltigen Strahlungs-Gegenmitteln, wie Augenzeugen und Nachrichtenagenturen berichteten.
Universitäten in Samara, 300 Kilometer nordöstlich, wurden geschlossen. Geschäfte der Stadt rieten ihren Mitarbeitern, zu Hause zu bleiben. Die Umweltorganisation Greenpeace in Russland befürchtete ein Leck. Der Vorfall weckte Erinnerungen an die Nuklearkatastrophe von Tschernobyl im April 1986 in der Ukraine (damals Teil der Sowjetunion).
Letztlich handelte es sich bei dem Zwischenfall in dem Kraftwerk nach Angaben des Betreibers Energoatom nur um eine leichte Störung. Es habe keine erhöhten radioaktiven Emissionen gegeben, eine Gefährdung sei auszuschließen, teilte die russische Atomagentur mit.
Am 4. Mai 2007 kam es zu einer automatischen Abschaltung von gleich zwei Blöcken, die Ursache war ein Schaden in der Schaltanlage am Kraftwerk. Die Reaktoren wurden auf 10 % Nennleistung abgefahren und am Samstag, den 5. Mai 2007 wieder auf volle Leistung hochgefahren.

## Daten der Reaktorblöcke
Das Kernkraftwerk Balakowo hat vier Blöcke:
| Reaktorblock | Reaktortyp    | Netto- leistung | Brutto- leistung | Baubeginn  | Netzsyn- chronisation (geplant) | Kommer- zieller Betrieb | Abschaltung                |
| ------------ | ------------- | --------------- | ---------------- | ---------- | ------------------------------- | ----------------------- | -------------------------- |
| Balakowo 1   | WWER-1000/320 | 950 MW          | 1.000 MW         | 01.12.1980 | 28.12.1985                      | 23.05.1986              | (2045 geplant)             |
| Balakowo 2   | WWER-1000/320 | 950 MW          | 1.000 MW         | 01.08.1981 | 08.10.1987                      | 18.01.1988              | (2043 geplant)             |
| Balakowo 3   | WWER-1000/320 | 950 MW          | 1.000 MW         | 01.11.1982 | 25.12.1988                      | 08.04.1989              | (2048 geplant)             |
| Balakowo 4   | WWER-1000/320 | 950 MW          | 1.000 MW         | 01.04.1984 | 11.04.1993                      | 22.12.1993              | (2053 geplant)             |
| Balakowo 5   | WWER-1000/320 | 950 MW          | 1.000 MW         | 01.04.1987 | (31.12.2010)                    | —                       | Bau am 28.12.1992 gestoppt |
| Balakowo 6   | WWER-1000/320 | 950 MW          | 1.000 MW         | 01.05.1988 | —                               | —                       | Bau am 28.12.1992 gestoppt |